# Trent Boult
Trent Boult (nacido el 22 de julio de 1989) es un jugador de críquet de Nueva Zelanda. En 2018, en los Premios Anuales de New Zeland Cricket (NZC), recibió el premio al Jugador del Año de Test Cricket masculino y la Medalla Sir Richard Hadlee al mejor jugador internacional del año. En mayo de 2018, Boult fue uno de los veinte jugadores a los que New Zealand Cricket les otorgó un nuevo contrato para la temporada 2018-19.
Pertenece a la iwi maorí de los Ngāi Tahu.

## Trayectoria deportiva
En diciembre de 2011, Boult hizo su debut en Test Cricket para Nueva Zelanda y su debut en One Day International en julio siguiente. Fue el tomador de wicket líder conjunto en la Copa Mundial de Cricket 2015. El 21 de enero de 2009, Boult fue seleccionado para el equipo de Nueva Zelanda para la serie de un día contra Australia con solo 19 años. En agosto de 2019, en la serie contra Sri Lanka, Boult se convirtió en el tercer jugador de bolos de Nueva Zelanda en tomar 250 terrenos en Test Cricket. En enero de 2022, en el segundo partido contra Bangladés, Boult obtuvo su wicket número 300 en Test Cricket.